# Kodeks 0121
Kodeks 0121 (Gregory-Aland no. 0121) α 1031 (Soden), dawniej oznaczany pod symbolem 0121a – grecki kodeks uncjalny Nowego Testamentu na pergaminie, paleograficznie datowany na X wiek. Rękopis przechowywany jest w Bibliotece Brytyjskiej (Harley 5613) w Londynie. Tekst pisany jest czerwonym atramentem. Fragment cytowany jest w krytycznych wydaniach greckiego Nowego Testamentu.

## Opis
Do dziś zachowały się 2 karty kodeksu (26 na 21 cm) z tekstem 1. Listu do Koryntian (15,52-16,24) oraz 2. Listu do Koryntian (1,3-15; 10,13-12,5). W oryginalnym kodeksie były one oddzielone od siebie 4 kartami (dziś utracone). Oryginalny rękopis, z pełnym tekstem Listów Pawła, musiał liczyć około 48 kart.
Tekst pisany jest w dwóch kolumnach na stronę, w 38 linijkach w kolumnie. Litery są niewielkie, pisane czerwonym atramentem, co jest rzadkością wśród rękopisów. Litery beta oraz tau są nienaturalnie wielkie w stosunku do liter otaczających, alfa i my mają kształt typowy dla pisma minuskułowego; stosuje ligatury dla dyftongu λλ oraz rodzajnika τω. Pismo fragmentu posiada pewne cechy zarówno uncjały, jak i minuskuły i reprezentuje etap przejściowy pomiędzy nimi (semi-uncjała). Przydechy (oddawane przy pomocy znaków ⊢ i ⊣) i akcenty stosowane są regularnie. Cytaty ze Starego Testamentu oznakowane zostały na marginesie przy pomocy odwróconego comma (<).
Występuje błąd iota adscriptum (τηι zamiast τῃ). Scrivener doszukał się w nim 10 błędów itacyzmu.

## Tekst

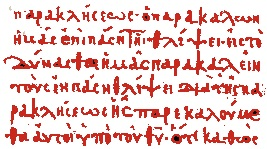
2 Kor 1,3-5 (facsimile Scrivenera)

Tekst kodeksu reprezentuje mieszaną tradycję tekstualną. Hermann von Soden był zdania, że reprezentuje recenzję dokonaną przez Hezychiusza z Aleksandrii w IV wieku . Filolog Günther Zuntz twierdził, że należy do rodziny 1739, która reprezentuje tekst cezarejski w Listach Pawła. Kurt Aland zaklasyfikował go do kategorii III, co oznacza, że jest ważny dla poznania historii tekstu Nowego Testamentu.
W 1 Koryntian 15,54 brak frazy το φθαρτον τουτο ενδυσηται αφθαρσιαν και (to, co skażone przyoblecze się w to, co nieskażone, i); frazy tej nie zawierają 088, 0243, 1175, 1739. Prawdopodobnie jest to najbardziej godny uwagi wariant tekstowy fragmentu .

## Historia

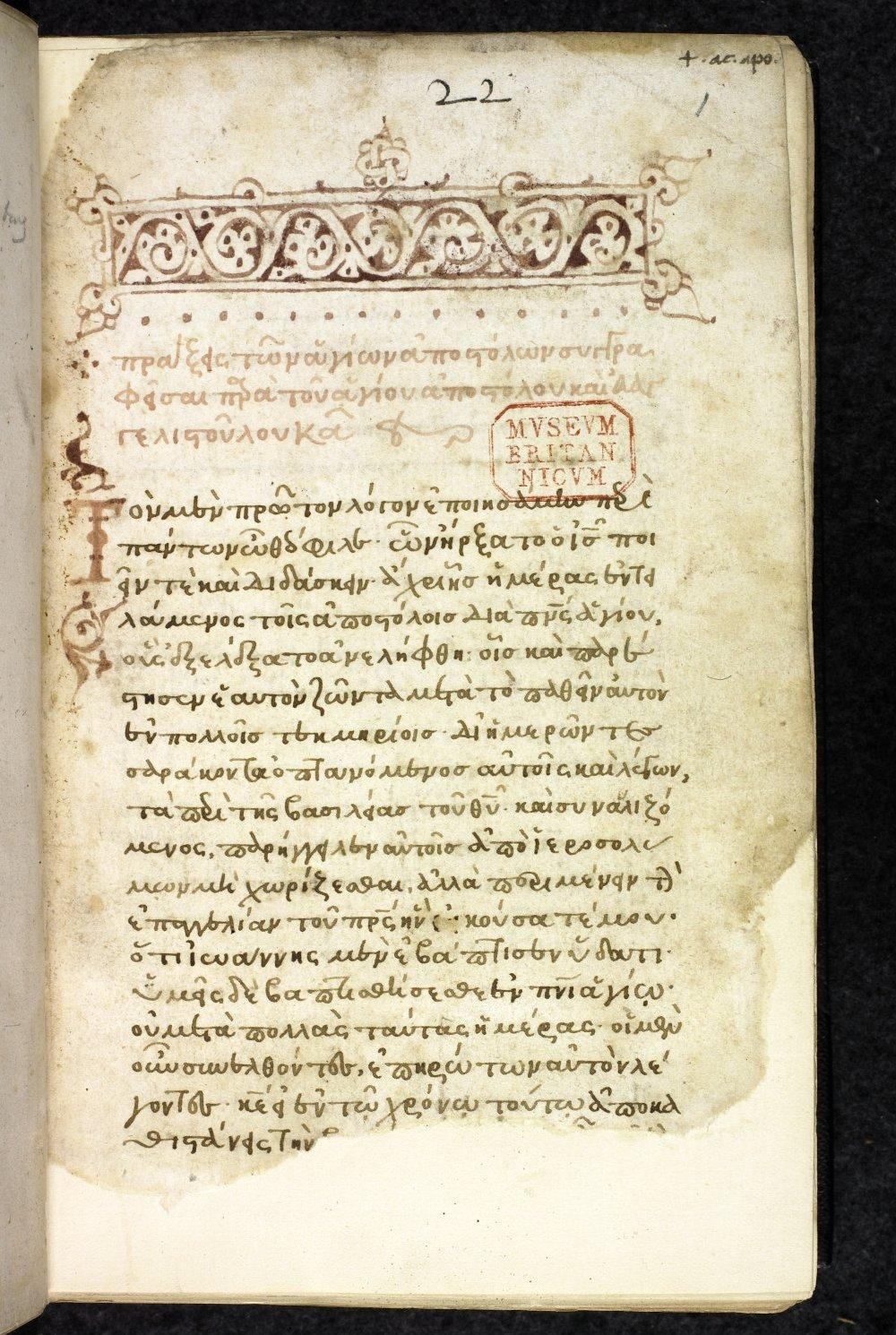
Minuskuł 385, w którego produkcji wykorzystano karty kodeksu 0121

Datowanie fragmentu nie jest łatwe. Griesbach datował kodeks na wiek X lub XI, Scrivener na około X wiek, Gregory na IX wiek, Zuntz na XII wiek, Aland na X wiek. Obecnie INTF datuje go na X wiek.
Obie karty zostały później zgięte w pół i wykorzystane w minuskule 385 (w roli okładki), sporządzonym w 1407 roku. Jeden z jego właścicieli napisał „1449 ulto septembris” (1449 koniec września), nota częściowo się zatarła.
Jednym z jego późniejszych właścicieli był Edward Harley (1694–1741), kolekcjoner rękopisów, który go nabył prawdopodobnie w 1733 roku od handlarza Johna Gibsona (1720–1726). W 1753 roku kolekcja Harleya została sprzedana dla British Museum. W 1923 roku kodeks poddany został zabiegom restauratorskim, w wyniku których przywrócono oryginalną kolejność kart minuskułu 385.
Griesbach porównał go z fragmentem przechowywanym w Hamburgu (dziś oznaczany jako 0121b) i ze względu na duże podobieństwo uznał, że należały do tego samego rękopisu. Birdsall w 1960 wykazał, że oba wyszły spod innej ręki i prawdopodobnie należały do odrębnych rękopisów. Sprawę przesądziło odkrycie kodeksu 0243, który wyszedł spod tej samej ręki co Fragmentum Uffenbachianum i w niektórych partiach tekstu pokrywa się z 0121. Oba kodeksy są pokrewne pod względem tekstualnym .
Tekst rękopisu opublikował Konstantin von Tischendorf w 1855 roku. Scrivener opublikował facsimile dla 2 Kor 1,3-5.
W krytycznych wydaniach kilkakrotnie zmieniano siglum, przy pomocy którego był oznaczany. Tischendorf oznakował go przy pomocy siglum M. Gregory w 1908 roku dał mu siglum 0121. Po badaniach Birdsalla, nadano mu siglum 0121a, które wprowadzono do 26 wydania Novum Testamentum Graece Nestle-Alanda (NA26). W 27 wydaniu Nestle-Alanda (NA27) ponownie otrzymał siglum 0121, a 0121b włączony został do kodeksu 0243. W NA27 zaliczony został do rękopisów cytowanych w pierwszej kolejności.